# Walter Kuntze
Pour les articles homonymes, voir Kuntze.
Walter Kuntze (23 février 1883 à Pritzerbe — 1er avril 1960 à Detmold) est un General der Pioniere allemand au sein de la Heer dans la Wehrmacht pendant la Seconde Guerre mondiale.

## Biographie
Après son baccalauréat et une formation en construction mécanique, Kuntze s'engage le 24 mars 1902 comme aide-drapeau dans le 5e bataillon du génie de l'armée prussienne à Glogau. Il y est promu enseigne le 18 octobre 1902 et lieutenant le 18 août 1903. Le 1er octobre 1905, Kuntze est affecté à l'Académie technique militaire de Berlin afin d'approfondir sa formation. Il rejoint ensuite le 15 juin 1907 le 16e bataillon du génie à Metz. Le 17 mai 1910, il est transféré au 9e bataillon du génie à Harbourg et, à partir du 1er octobre 1912, au 26e bataillon du génie à Graudenz. Entre-temps, il est promu lieutenant le 18 août 1911 et affecté à l'académie de guerre de Berlin du 1er octobre 1911 au 16 juillet 1914. 
Il est le supérieur des unités ayant pris part au massacre de Kragujevac les 20 et 21 octobre 1941 à Kragujevac en Serbie. Le 29 octobre 1941, il est nommé commandant adjoint de la Wehrmacht du Sud-Est et commandant en chef de la 12e armée.
Il est récipiendaire de la Croix de chevalier de la Croix de fer. Cette décoration est attribuée pour récompenser un acte d'une extrême bravoure sur le champ de bataille ou un commandement militaire avec succès.
Walter Kuntze est capturé par les troupes alliés en 1945. Il est jugé dans le procès des Otages en 1947. Reconnu coupable, il est condamné à la prison à vie, et est libéré en 1953 pour raisons de santé. Il meurt le 1er avril 1960.

## Décorations
- Croix de fer (1914)
  - 2e Classe
  - 1re Classe
- Insigne des blessés (1914)
  - en Noir
- Croix hanséatique de Hambourg
- Croix de chevalier de l'ordre royal de Hohenzollern avec Glaives
- Croix d'honneur
- Agrafe de la Croix de fer (1939)
  - 2e Classe
  - 1re Classe
- Croix du mérite de guerre avec Glaives
  - 2e Classe
  - 1re Classe
- Croix allemande en Argent (2 décembre 1943)
- Croix de chevalier de la Croix de fer
  - Croix de chevalier le 18 octobre 1941 en tant que General der Pioniere et commandant du XXXII. Armeekorps[1]